# Kirk o’ the Muir

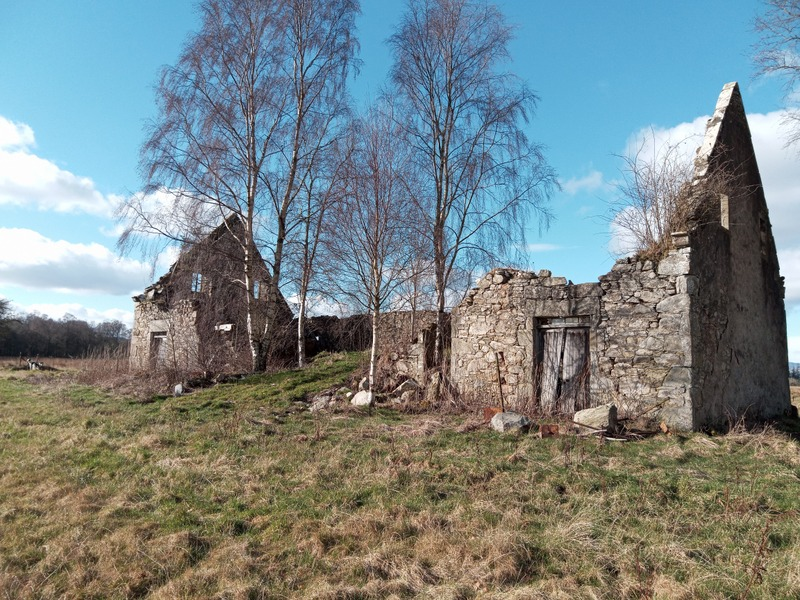
Kirk o’ the Muir

Die Kirk o’ the Muir ist ein Kirchenruine nahe der schottischen Ortschaft Murthly in der Council Area Perth and Kinross. 1971 wurde das Bauwerk in die schottischen Denkmallisten in der höchsten Denkmalkategorie A aufgenommen.

## Geschichte
Die Kirk o’ the Muir geht auf die erste Sezession der schottische Landeskirche zurück. Sie wurde für die Gemeinde James Fishers, dem Schwiegersohn des Gründers der United Secession Church, Ebenezer Erskine, erbaut. Später ging die United Secession Church in der United Presbyterian Church of Scotland auf, welche die Kirche nutzte.
Das heute nur noch als Ruine erhaltene Kirchengebäude wurde 2008 in das Register gefährdeter denkmalgeschützter Bauwerke in Schottland aufgenommen. Das Gebäude ist schutzlos der Natur ausgeliefert und weitgehend überwachsen.

## Beschreibung
Die Kirk o’ the Muir steht isoliert rund 1,5 km südöstlich von Murthly. Das zugehörige Pfarrhaus befindet sich in der Nähe. Es handelt sich um ein schlichtes, längliches Gebäude. Seine Fassaden sind mit Harl verputzt, wobei Natursteindetails abgesetzt sind. Die südexponierte Hauptfassade ist mit länglichen Sprossenfenstern und Türen ausgeführt. Die Nordfassade ist hingegen schmucklos. Eine Inschrift weist das Baujahr 1744 sowie eine Überarbeitung im Jahre 1830 aus. Einst besaß das Gebäude einen Dachreiter mit offenem Geläut.